# Philip Mulryne
Philip Mulryne (Belfast, 1º gennaio 1978) è un religioso ed ex calciatore nordirlandese, appartenente all'Ordine dei frati predicatori.
Da calciatore, aveva il ruolo di centrocampista. Ritiratosi nel 2008, ha effettuato la professione solenne domenicana nel 2016 ed è stato ordinato presbitero nel 2017.

## Carriera

### Club
L'11 luglio 1994 entra nel club del Manchester United, società per quale firma un contratto professionistico il 17 marzo 1995. Il 14 ottobre 1997 esordisce con la divisa dei Red Devils in Football League Cup, contro l'Ipswich Town (2-0). Esordisce in campionato il 10 maggio 1998, contro il Walsall (5-1). Nel marzo del 1999, dopo 5 presenze totali, lo United lo cede al Norwich City per £ 500.000. Dopo un centinaio di sfide di Championship, nel 2004 la società vince il torneo di seconda divisione, venendo promossa in Premier League. Termina la carriera giocando qualche incontro di terza divisione e ritirandosi nel 2008, dopo esser stato tesserato per una società di settima categoria.

### Nazionale
L'11 febbraio 1997 debutta in nazionale contro il Belgio (3-0), segnando anche un gol.

## Palmarès

### Club

#### Competizioni nazionali
- Football League Championship: 1

Norwich City: 2003-2004

#### Competizioni giovanili
- FA Youth Cup: 1

Manchester United: 1994-1995